# Oliver Sacks
Oliver Wolf Sacks, CBE, (Londres, 9 de julho de 1933 - Nova Iorque, 30 de agosto de 2015), foi um neurologista, escritor e químico amador anglo-americano. Renomado professor de neurologia e psiquiatria na Universidade de Columbia, onde obteve o título meritório denominado "Artista Columbia". Passou muitos anos na faculdade de clínica da Faculdade de Medicina Albert Einstein na Universidade Yeshiva. Em setembro de 2012, Sacks foi nomeado professor de neurologia clínica na NYU Langone Medical Center, com o apoio da Fundação de Caridade Gatsby. Ele também ocupou o cargo de professor visitante na Universidade de Warwick, no Reino Unido.
Sacks é o autor de vários best-sellers, incluindo várias coleções de estudos de casos de pessoas com distúrbios neurológicos.
Em 1966 começou a trabalhar, também como neurologista, no Hospital Beth Abraham, no Bronx, em Nova Iorque. Na ocasião, conheceu um grupo de pacientes que se caracterizavam por estar há décadas num estado catatônico, incapazes de fazer qualquer tipo de movimento. Constatou que esses pacientes eram os sobreviventes de uma grande epidemia da doença do sono que assolou o mundo entre 1916 e 1927. Tratou-os então com um medicamento novo, o L-dopa, que permitiu que eles regressassem a uma vida normal. Este caso inspirou-o a escrever em 1973 o livro Awakenings, que em 1990 foi adaptado para o cinema, no filme estrelado por Robin Williams e Robert De Niro, que recebeu, no Brasil, o título Tempo de Despertar e, em Portugal, Despertares.

## Primeiros anos
Sacks era o caçula de quatro filhos do casal judeu do norte de Londres Samuel Sacks - médico, falecido em Junho de 1990, - e Muriel Elsie Landau - uma das primeiras mulheres a se tornar cirurgiã na Inglaterra. Sacks tinha uma grande família. Entre seus primos de primeiro grau estão o estadista israelense Abba Eban, o escritor e diretor Jonathan Lynn, e o economista Robert Aumann.
Quando J. Sacks tinha seis anos de idade, ele e seu irmão Michael fugiram de Londres para escapar da Blitz, retirando-se para um colégio interno nas Midlands, onde permaneceu até 1943. Durante sua juventude era um afiado químico, como lembra em seu livro de memórias Tio Tungstênio Ele também aprendeu a partilhar o entusiasmo de seus pais pela medicina e entrou para o Colégio da Rainha (The Queen's College), na Universidade de Oxford em 1951, onde viria a receber o diploma de bacharel em fisiologia e biologia em 1954. Na mesma instituição, em 1958, ele ingressou na Oxbridge MA onde adquiriu o bacharelado de Medicina em Cirurgia. Ele realizou sua residência em M.oriothor. Zion Hospital em São Francisco e na UCLA.

## Carreira
Em fevereiro de 2015 Sacks escreveu um ensaio, publicado no jornal The New York Times, em que explica que um câncer que havia surgido em seu olho, tratado nove anos antes, havia se espalhado para o fígado e que foi diagnosticado como câncer terminal. Morreu em sua casa, em 30 de agosto de 2015. Em novembro de 2015, seu último texto foi publicado junto de outros três anteriores em uma mesma edição. Os ensaios são reflexões do Dr. Oliver sobre a velhice e a morte. “Acima de tudo, fui um ser senciente [que sente], um animal que pensa, neste belo planeta, e só isso já é um enorme privilégio e uma aventura".
Apesar de sua enorme popularidade, Sacks sempre foi tímido, sendo avesso a relacionamentos mais íntimos, vivendo de forma solitária, nunca tendo se casado. Em sua autobiografia, Sempre em Movimento, ele conta sobre a rejeição familiar que sofreu por ser homossexual.

## Obras
As datas se referem à data da publicação original.
- Enxaqueca (Migraine, 1970)
- Tempo de despertar (Awakenings, 1973)
- Com uma perna só (A leg to stand on, 1984)
- O homem que confundiu sua mulher com um chapéu (The man who mistook his wife for a hat, 1985)
- Vendo vozes: Uma viagem ao mundo dos surdos (Seeing voices: A journey into the land of the deaf, 1989)
- Um antropólogo em Marte (An Anthropologist on Mars, 1995)
- A ilha dos daltônicos (The Island of the Colorblind, 1997)
- Tio Tungstênio: Memórias de uma infância química (Uncle Tungsten: Memories of a chemical boyhood, 2001)
- Oaxaca Journal (2002)
- Alucinações Musicais (Musicophilia, 2007)
- O olhar da mente (The Mind's Eye, 2010)
- A mente assombrada (Hallucinations, 2012)
- Gratidão (Gratitude, 2015)
- Sempre em movimento - Uma vida Oliver Sacks (On the move - a life, 2015)
- O Rio da Consciência ("The River of Consciousness", 2017)

Sacks terminou a investigação para este livro pouco antes de morrer, deixando instruções para a reunião dos artigos.